# Unión megye
Unión egy megye Argentínában, Córdoba tartományban. A megye székhelye Bell Ville.

## Települések
Önkormányzatok és települések (Municipios y comunas)
- Aldea Santa María
- Alto Alegre
- Ana Zumarán
- Ballesteros
- Ballesteros Sud
- Bell Ville
- Gould
- Canals
- Chilibroste
- Cintra
- Colonia Bismarck
- Colonia Bremen
- Idiazábal
- Justiniano Posse
- Laborde
- Monte Leña
- Monte Maíz
- Morrison
- Noetinger
- Ordóñez
- Pascanas
- Pueblo Italiano
- San Antonio de Litín
- San Marcos Sud
- Viamonte
- Villa Los Patos
- Wenceslao Escalante